# 會合-舒梅克號
會合-舒梅克號（英語：Near Earth Asteroid Rendezvous - Shoemaker）是美國太空總署的太空探測衛星，會合-舒梅克號這個名稱則是為了紀念天文學家尤金·舒梅克（Eugene M. Shoemaker）而命名的。會合-舒梅克號計畫主要目標是以超過1年的時間研究愛神星，並傳回愛神星內部構造、組成、礦物學、質量分布及磁場等數據。次要目標則包括研究風化層的特性、小行星與太陽風的相互作用、小行星表面可能出現的地質活動（例如塵埃或氣體）及小行星的自轉狀態。這些數據將幫助科學家理解小行星的普遍特徵，隕石和彗星之間的關係及太陽系早期的情況。為了達成這些目標，太空船配備一臺X光/伽瑪射線光譜儀、近紅外線成像光譜儀、裝有CCD成像探測器的多重光譜照相機、雷射測距儀和一個磁力計。科學家也使用近距離追踪系統進行無線電科學實驗來估計小行星的重力場。儀器的總重量為56公斤，並需要81瓦特的電源來運轉。會合-舒梅克號也是第1艘登陸小行星的探測器。

## 任務

### 總覽
會合-舒梅克號主要任務是以將近1年的時間繞行愛神星來研究它的結構。愛神星是一顆S-型小行星，大小為13× 13 × 33公里，是近地小行星中體積第二大的。會合-舒梅克號最初的軌道半徑為200公里，後來軌道在2000年4月30日逐漸縮小為50 × 50公里，然後在2000年7月14日減少到35 × 35公里。這個軌道是以超過1個月的時間擴張至200 × 200公里，然後在2000年12月13日慢慢下降，變成35 × 35公里的逆行軌道。會合-舒梅克號最終在2001年2月12日降落於愛神星上。
一些科學家聲稱會合-舒梅克號最終的目標是發現地球上的隕石與愛神星之間的關連，因為一旦科學家擁有愛神星足夠化學成分的數據，就可以了解愛神星與其他S型小行星之間的關係，而這些隕石被認為是從S型小行星（也許是愛神星本身）上脫離出來的。會合-舒梅克號並沒有證實或否定這個關聯，讓科學家感到滿意。但是不可否認的，會合-舒梅克號的研究數據對於小行星領域的研究有極大的貢獻。

### 前往愛神星

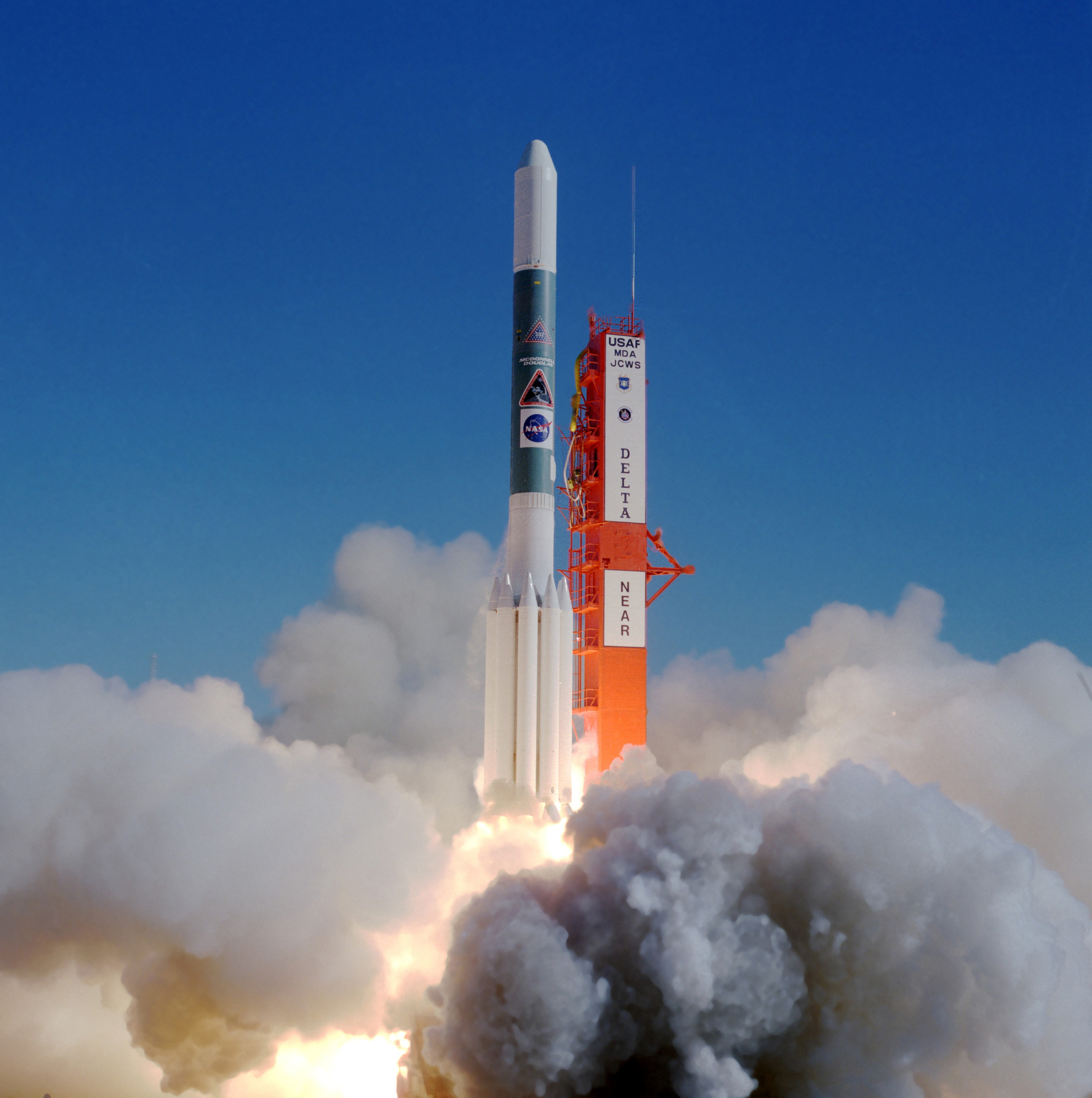
會合-舒梅克號於1996年2月發射升空

在三角洲7925-8運載火箭（一個三角洲二號運載火箭火箭引擎與9個捆綁式固體火箭助推器及Star 48（PAM-D）的第三階段火箭）發射會合-舒梅克號後，它離開地球軌道，進入第一部份的巡航階段。會合-舒梅克號大部分的巡航階段處於最低限度的活動-「休眠」狀態，然後在飛越直徑61公里的小行星梅西爾德星的前幾天結束休眠狀態。

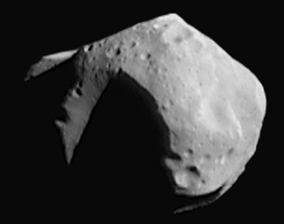
會合-舒梅克號所攝得的梅西爾德星照片

會合-舒梅克號在1997年6月27日以1200公里的距離在協調世界時12:56飛躍梅西爾德星，當時的速度為9.93公里/秒，並傳回一些影像和其他測量數據。這次飛越探測貢獻了500張照片，涵蓋梅西爾德星60％的表面，並根據重力數據計算出梅西爾德星的大小與質量。
會合-舒梅克號在1997年7月3日進行第一次主要的太空姿態調整。會合-舒梅克號的速度因此每秒減少279公尺，而近日點則從 0.99天文單位降低至0.95天文單位。而地球的重力助推則發生於1998年1月23日協調世界時7:23。當時會合-舒梅克號最接近的地球為540公里，並改變軌道傾角從0.5度增加到10.2度，而遠日點則從2.17天文單位降低為1.77天文單位，更接近愛神星。

### 進入軌道

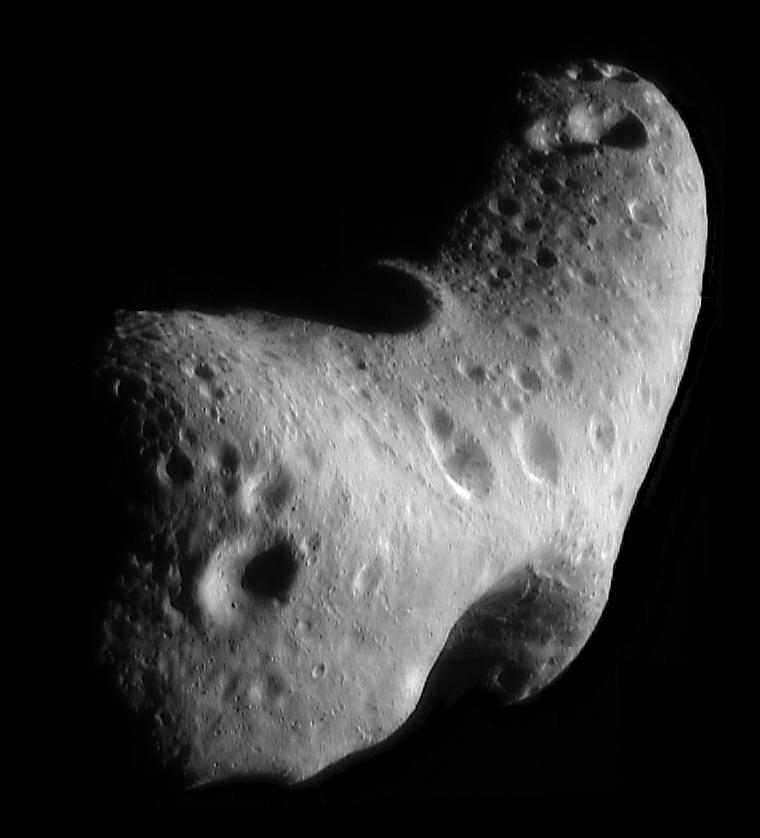
會合-舒梅克號所攝得的愛神星照片

會合-舒梅克號於2000年2月14日協調世界時15:33（美國東部時間上午10點33分）後進入愛神星的軌道，而會合-舒梅克號總共花費將近13個月的時間運行日心軌道，來逐漸進入愛神星的軌道。太空船會合愛神星的機動調整完成於2月3日協調世界時17:00，將太空船的相對愛神星的速度由19.3公尺/秒減緩至8.1公尺/秒。另一次機動調整則發生在2月8日，將相對速度略為增加至9.9米/秒。會合-舒梅克號分別在1月28日、2月4日與2月9日搜索愛神星的衛星，但是沒有任何發現。這次探測是基於科學上的目的，並減輕與任何一個衛星碰撞的可能。會合-舒梅克號在2月14日進入321 × 366公里的軌道來繞行愛神星。然後太空船在7月14日慢慢進入35公里的圓形極地軌道。會合-舒梅克號在極地軌道上停留10天，然後在2000年9月5日回到100公里的軌道。10月中旬的一次機動調讓太空船在10月26日協調世界時07:00在距離愛神星表面5.3公里的位置掠過。

### 繞行與著陸

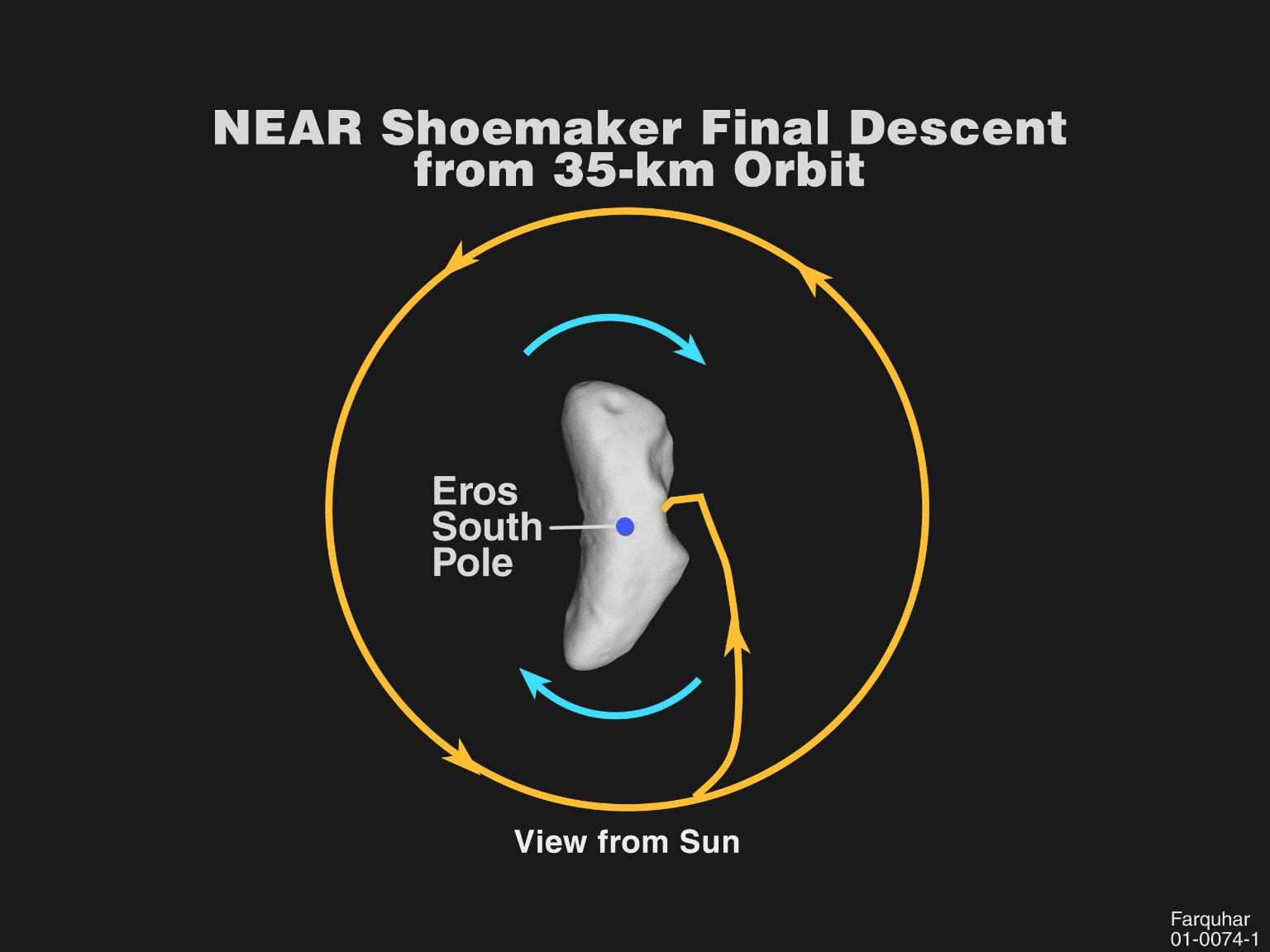
會合-舒梅克號登陸愛神星的軌道

太空船在移動到200公里的圓形軌道後，接著將軌道從接近極地的順行軌道移動到靠近赤道的逆行軌道。會合-舒梅克號於2000年12月13日回到35公里的低圓形軌道。從2001年1月24日開始，太空船開始一系列的近距離飛掠（約5至6公里）愛神星的表面，並在1月28日以2至3公里的距離通過該小行星。然後會合-舒梅克號在2月12日在協調世界時20:01左右（美國東部時間下午3時01分）緩慢降落到愛神星南部一個鞍形特徵的地區。令科學家感到驚喜的是，會合-舒梅克號在降落後仍未損壞，著陸速度估計為每秒1.5到1.8公尺（因此會合-舒梅克號成為第一個軟著陸在小行星上的探測器）。在深空網路延伸天線接收到訊號後，太空船的伽瑪射線光譜儀重新規劃來從大約4英寸的高度收集愛神星的數據，它的感應度在小行星表面比繞行軌道上更敏感10倍。
在會合-舒梅克號關閉之前，科學家在2001年2月28日（美國東部時間）晚上7時接收到它發出的最後一個資料信號。2002年12月10日最後一次嘗試與太空船連絡並未成功。

## 外部連結
- NEAR Shoemaker Profile by NASA's Solar System Exploration
- NSSDC Master Catalog: Spacecraft - NEAR Shoemaker
- NASA JPL: NEAR Shoemaker, Near Earth Asteroid Rendezvous（页面存档备份，存于）
- Official NEAR Mission Site (Johns Hopkins Applied Physics Laboratory)（页面存档备份，存于）